# Черниговоблэнерго
Черниговоблэнерго (укр. Чернігівобленерго) —  Акционерное общество, компания-поставщик электроэнергии по регулированным тарифам и передача её местным электросетям 0.4-110 кВ.

## История
В апреле 1995 года государственное предприятие "Черниговоблэнерго" было реорганизовано в государственную акционерную компанию "Черниговоблэнерго".
20 октября 1997 года Кабинет министров Украины закрепил в государственной собственности контрольный пакет акций "Черниговоблэнерго" (26% акций)
Окончательная реорганизация электросетей произошла в 1998 году, когда Северные и Южные высоковольтные электросети, а также 22 районные электросети и Черниговские городские электросети вошли в состав новообразованного ОАО Черниговоблэнерго.
В конце октября 1999 года, после завершения реконструкции, была вновь введена в эксплуатацию Седневская ГЭС.

## Структура
Для транспортирования электроэнергии для потребителей кампания эксплуатирует 36 356 км воздушных и 1 511.5 км кабельных линий электропередач различного напряжения, около 9 тысяч подстанций. Поддерживают дееспособность энергокомплекса 3 447 сотрудников. Компания предоставляет электроэнергию 558 932 бытовым потребителям и 11.5 тысячам юридических лиц. За год выпускается свыше 1.5 млрд. кВт час электроэнергии. В состав компании входят 26 различных подразделений: 22 подразделения районных электросетей, расположенных по территориальному принципу в районных центрах области, в Чернигове находятся Черниговские городские электросети и Черниговский РЭС, строительно-транспортное управление (СТУ); два подразделения высоковольтных электросетей — северное (Чернигов) и южное (Прилуки). Основная деятельность РЭС — участие в производственно-хозяйственной деятельности компании, которая направленная на удовлетворение общественных потребностей потребителей в электроэнергии, или других услуг, предоставляемых компанией. Предметом деятельности подразделений высоковольтных электросетей — выполнение функций транспортирования и распределение электроэнергии линиями 35-10 кВ. СТУ выполняет строительство и ремонт зданий и сооружений социально-культурного предназначения, техническое обслуживание, профилактический и аварийный ремонт сооружений. Компания имеет дочернее предприятие — фирму Универсалмаркет, выполняющую строительно-монтажные работы и предоставляет другие индивидуальные услуги (прежде всего выполняет электромонтажные работы).

## Деятельность
Среднеучётная численность штатных сотрудников учётного состава 3 447 человек. Основной вид деятельности компании – передача электроэнергии местными электросетями и поставка электроэнергии потребителям по регулированными тарифам. Плата за передачу электроэнергии происходит по тарифам утверждёнными Национальной комиссией регулирования электроэнергетики Украины. Компания закупает электроэнергию в ГП Энергорынок и ООО СлавЭнергоИнвест и в дальнейшем перепродаёт её потребителям области. Национальная комиссия также регулирует затраты на купленную электроэнергию и передачу её на сбыт. Хозяйственная деятельность финансируется за счёт собственных средств, что оплачивают за предоставленную электроэнергию. Средства из других источников незначительны. В случае недостаточного количества оборотных средств для поточных нужд, компания привлекает дополнительные суммы путём получения банковских кредитов. Зарегистрированный статусный капитал 29 829 506 грн. Собственником контрольного пакета компании является компания зарегистрирована в офшорной зоне Кипра, по данным СМИ, — аффилированные структуры Г. М. Суркиса.
- Larva Investments Limited — 24,992%
- Bikontia Enterprises Limited — 24,992%
- LEX PERFECTA LIMITED — 15,064%
- MARGAROZA COMMERCIAL LIMITED — 10,0427%